# Gabriele Nebe
Gabriele Nebe (née le 21 mai 1967 à Aix-la-Chapelle) est une mathématicienne allemande qui travaille sur les réseaux, formes modulaires, design sphérique, théorie du codage, les groupes finis et leur représentations en nombres entiers, et plus généralement sur la construction explicite de structures discrètes, entre autres en calcul formel.

## Biographie
Nebe fait des études de mathématiques à partir de 1986 à l'université technique de Rhénanie-Westphalie à Aix-la-Chapelle (RWTH Aachen), où elle est diplômée en 1990 et obtient en 1995 un doctorat sous la supervision de Wilhelm Plesken avec une thèse intitulée Endliche Rationale Matrixgruppen vom Grad 24. Pour sa thèse, Nebe obtient la plaquette Borchers et le prix Friedrich-Wilhelm de l'université. Elle ensuite est chercheuse postdoctorale à l'université de Bordeaux avec Jacques Martinet et en 1999 aux Laboratoires Bell avec Neil J. A. Sloane. En 1999 elle soutient son habilitation à Aix-la-Chapelle (« Orthogonale Darstellungen endlicher Gruppen und Gruppenringe ») et est ensuite de 2000 à 2004 professeure à l'université d'Ulm. En 2004 elle devient professeure à la RWTH Aachen.
En 2003 et 2004 elle est chercheuse invitée à l'École Polytechnique de Lausanne avec Eva Bayer-Fluckiger, en 2003 à Harvard chez Benedict Gross et en 2006 et 2008 à l'université de Sidney chez John Cannon. Elle a travaillé aussi avec Boris Borissievich Venkov (de).

## Contributions
En 2010, Nebe construit un réseau unimodulaire pair extrémal de dimension 72, et résout ainsi un problème resté longtemps ouvert. Auparavant, de réseaux de dimension 24 (Réseau de Leech) et 48 étaient connus. Les réseaux droits unimodulaires ont des applications en  théorie des cordes notamment en dimension 16.
En 2002 elle obtient le prix de recherche Merckle de l'université d'Ulm.
Elle est depuis 2008 corédacteur en chef du   Jahresberichts des DMV et depuis 2003 éditrice au Archiv der Mathematik. Elle maintient, avec Sloane, un catalogue des réseaux.

## Publications
- Gabriele Nebe, « An even unimodular 72-dimensional lattice of minimum 8 », J. Reine Angew. Math., vol. 673,‎ 2012, p. 237-247 (MR 2999133).
- Gabriele Nebe et Wilhelm Plesken, Finite rational matrix groups, American Mathematical Society, coll. « Memoirs AMS » (no 556 volume 116), 1995, viii+144 (ISSN 0065-9266, e-ISSN 1947-6221, DOI 10.1090/memo/0556, MR 1265024).
- mit Wilhelm Plesken Finite rational matrix groups, American Mathematical Society 1995 (Memoirs AMS 556)
- Gabriele Nebe, Eric Rains et Neil J. A. Sloane, Self dual codes and invariant theory, Springer Verlag, coll. « Algorithms and Computation in Mathematics » (no 17), 2006, xxvii +  430 (ISBN 978-3-642-06801-0 et 978-3-540-30731-0).
- Gabriele Nebe, « Gitter und Modulformen », Jahresbericht der Deutschen Mathematiker-Vereinigung, vol. 104, no 3,‎ 2002, p. 124-144 (lire en ligne)
- Gabriele Nebe, « Faktorisieren ganzer Zahlen », Jahresbericht der Deutschen Mathematiker-Vereinigung, vol. 102, no 1,‎ 2000, p. 1-14 (lire en ligne)
- Gabriele Nebe, Elisabeth Nossek et Boris Venkov, « Low dimensional strongly perfect lattices. II: Dual strongly perfect lattices of dimension 13 and 15. », Journal de Théorie des Nombres de Bordeaux, vol. 25, no 1,‎ 2013, p. 147–161 (ISSN 1246-7405, DOI 10.5802/jtnb.830).